# Boubaker El Hakim
Boubaker El Hakim, né le 1er août 1983 à Paris et tué par un drone le 26 ou 27 novembre 2016 dans la ville syrienne de Raqqa, est un djihadiste franco-tunisien, et le plus haut gradé français de l'État islamique sous le nom de guerre d'Abou Mouqatel.
Il est, d'après les mots du journaliste David Thomson, une « sorte d'émir français des attentats, l'un des principaux responsables des opérations extérieures de l'État islamique ».

## Guerre d'Irak et filière des Buttes-Chaumont
Boubaker El Hakim naît le 1er août 1983 dans le 12e arrondissement de Paris. Vendeur chez Monoprix, il est élevé par sa mère, Habiba Ayari, au milieu de son frère (Redouane), de son demi-frère (Ali) et de ses deux demi-sœurs (Khadija, l'ainée, et Fatma, la cadette),,,. Choqué par l'affaire Mohammed al-Durah, Boubaker El Hakim participe, sur les conseils de Khadija, à la manifestation propalestinienne organisée à Paris, place de la République, le 7 octobre 2000, à la suite de laquelle il se met à pratiquer assidûment le culte musulman. Il est le premier membre de la filière des Buttes-Chaumont à se rendre au Proche-Orient. En juillet 2002, à seulement 19 ans, prétextant partir étudier l'arabe et l'islam, et comme la plupart des candidats au djihad attendant l'intervention américaine en Irak, il fréquente durant six mois les écoles salafistes Al-Fateh Al-Islami (ar) et Zahra de Damas,, d'où il passe clandestinement en Irak. Selon Fatma, Boubaker El Hakim « aurait noué des liens » avec Abou Moussab Al-Zarqaoui, futur chef d'Al-Qaïda en Irak, dès ce « premier voyage en Syrie ». De retour à Paris en janvier 2003, il participe avec Farid Benyettou, dit « Abou Abdillah », à l'élaboration dans le 19e arrondissement d'une filière d'envoi de jeunes volontaires djihadistes en Irak, dite « filière des Buttes-Chaumont ». Il dispose auprès des jeunes d'une aura particulière, du fait de son voyage sur place. Les frères Chérif et Saïd Kouachi — qui commettront douze ans plus tard l'attentat contre Charlie Hebdo — font partie de ceux qui écoutent ses récits.
Selon ses propres déclarations, Boubaker El Hakim retourne le 11 mars 2003 en Syrie, d'où il gagne l'Irak le 15,. Le 13 ou 18 mars 2003, il est interrogé par le journaliste de RTL Mathieu Jego dans un camp d'entraînement pour djihadistes, encadré par la garde républicaine irakienne, à une trentaine de kilomètres de Bagdad : « Je suis de Paris 19e, tout ceux qui veulent tuer l'islam on va les tuer, tous mes potes dans le 19e je vous dis v'nez faire le djihad, je suis là c'est moi, Abou Abdillah, je suis en Irak, on fait le djihad ! Tous mes frères qui sont là-bas, venez pour défendre l'islam ! »,. Puis, il évoque l'ennemi : « C'est des tapettes, des tapettes, des bouffons, c'est rien du tout les Américains ! Je suis prêt à combattre en première ligne, je suis même prêt à me faire exploser ! Je suis prêt à me faire exploser, à mettre des dynamites et boum ! boum ! ». Quatre jours plus tard, dans un reportage de la chaîne de télévision française LCI, il défie à nouveau les États-Unis : « Je viens de France, on va tuer les Américains ! On va tuer tout le monde, nous ! Je vis en France, moi ! Allahû akbar ! ». Selon le journaliste Karim Baouz, il participe à la bataille de Bagdad, qui se solde par une défaite de l'armée irakienne. En avril 2003, il perd tous ses effets personnels et documents d'identité, possiblement lors du pillage de l'hôtel Palestine de Bagdad. Il regagne alors la Syrie en voiture où il se fait interpeller démuni de tous ses papiers d'identité. Il est emprisonné à Damas par les services secrets syriens avant d'être expulsé vers la France, le 8 mai 2003. Malgré ses propos dans les médias, El Hakim n'est pas inquiété à son retour en France. Respecté dans son quartier pour ses faits d'armes, il structure la « filière des Buttes-Chaumont ». Formée d'amis de quartier fréquentant la mosquée Adda'wa sur la rue de Tanger, dont les frères Kouachi, la filière est structurée autour d'un chef spirituel, Farid Benyettou, alors que Boubaker El Hakim joue le rôle du relais opérationnel auréolé de ses actes de guerre. Une dizaine de membres de la bande rejoignent l'Irak au milieu des années 2000, où trois d'entre eux perdront la vie. Il envoie Mohamed el-Ayouni et Peter Cherif participer à la bataille de Falloujah. Le premier est blessé à trois reprises — par un obus, par une balle et par une roquette —, perd un tiers de son bras gauche, l'usage de son œil gauche et en partie celui d'une jambe ; le second est capturé par les forces de la coalition, jusqu'à ce que sa prison (ar) soit attaquée par des rebelles et qu'il en profite pour s'évader avec 150 autres détenus.
En mars 2004, il retourne pour la troisième fois en Irak, accompagné cette-fois par son frère cadet de 18 ans, Redouane. À Falloujah, fief d'Abou Moussab al-Zarqaoui, Boubaker El Hakim supervise la répartition dans les différents groupes des volontaires français et tunisiens. Dans une note qu'elle lui consacre le 26 mai 2005, la DST relève qu'il « connaissait beaucoup de monde en Syrie et franchissait aisément la frontière irakienne. Il y avait intégré un groupe de cinq à six personnes, tous sunnites, ayant été des cadres du parti Baas ou étant des islamistes ». Le journaliste David Thomson rappelle en 2016 la complaisance historique du régime syrien avec les djihadistes : « Au sein des services de renseignement les gens ont la mémoire un peu plus longue et personne n'a oublié qu'en 2003 les premiers djihadistes français (dont le fameux Boubaker El Hakim qui vient d'être droné par les États-Unis et qui était le Français le plus important de l'EI), quand ils allaient combattre aux côtés des volontaires qui rejoignaient les troupes de Saddam Hussein pour combattre les Américains, ils passaient par la Syrie avec la bénédiction du régime Assad ». Avec son groupe, El Hakim pose des mines de 80 kilos qu'il déclenche au passage de convois américains, ce qui lui vaut les compliments du cheikh Abdullah al-Janabi (en), imam radical de Falloujah, qui deviendra une décennie plus tard l'un des prédicateurs les plus appréciés de l'État islamique. Le 17 juillet 2004, Redouane El Hakim est tué par un bombardement américain à Falloujah, devenant « officiellement le premier Français mort pour le djihad en Irak ». Leur mère téléphone alors au domicile d'un autre membre de la filière des Buttes-Chaumont et s'enthousiasme : « Bonne nouvelle : mon fils est mort en martyr ! » Une autre fois, elle avait prédit : « Mes enfants sont destinés à cela ». Par la suite, elle se rend en zone syro-irakienne, où elle est probablement décédée en 2017,. 
En août 2004, Boubaker El Hakim repasse en Syrie, où il est à nouveau interpellé et emprisonné pendant neuf mois à Far Falastin avant d'être expulsé vers la France le 31 mai 2005,. En garde à vue dans les locaux de la DST, il détaille sa pensée : « Les attentats contre [les] civils sont donc souhaitables puisqu'ils sont considérés comme des combattants. [...] Une personne qui travaille en commerçant avec les soldats américains est un combattant. Une personne qui leur vend de la nourriture est un combattant. Toute personne qui leur vend quelque chose qui peut les aider est un combattant ». Le 4 juin 2005, il est mis en examen pour « association de malfaiteurs en relation avec une entreprise terroriste » par Jean-François Ricard et placé en détention provisoire. Lui, Farid Benyettou, Mohamed el-Ayouni et Chérif Kouachi sont jugés par le tribunal correctionnel de Paris. Il est condamné le 14 mai 2008 à sept ans de prison, assortis d'une peine de sûreté de quatre ans et huit mois, pour avoir facilité le transit en Syrie de ses amis,. Des rapports de l'administration pénitentiaire soulignent « le charisme et l'aura naturelle que lui reconnaissent les autres détenus. Il s'est très vite imposé comme un leader naturel auprès des détenus à forte personnalité » pendant sa détention. Il organise des prières sauvages. À la maison d'arrêt d'Osny, il est sanctionné le 3 mars 2006 par la commission de discipline « pour avoir dirigé une prière collective sur la cour de promenade regroupant six autres détenus ». Un codétenu rapporte qu'« il avait transformé la promenade en camp d'entraînement djihadiste. Ils s'exerçaient à des prises de judo, à des exercices de stratégie ». Le 8 décembre 2008, il dirige la prière de l'Aïd el-Kébir dans la cour du bâtiment A2 de la maison d'arrêt de Villepinte. Mais il évite toute provocation disciplinaire. Il relatera en mars 2015 à la revue djihadiste Dabiq : « La prison est difficile. Il faut faire face à l'humiliation de ces mécréants. Mais c'est aussi une grande occasion [...] pour expliquer ce minhaj (en) aux jeunes emprisonnés ».
Libéré le 5 janvier 2011, il s'installe le mois suivant en Tunisie, le pays d'origine de ses parents, où le régime du président Zine el-Abidine Ben Ali vient d'être renversé,.

## Tunisie et Libye

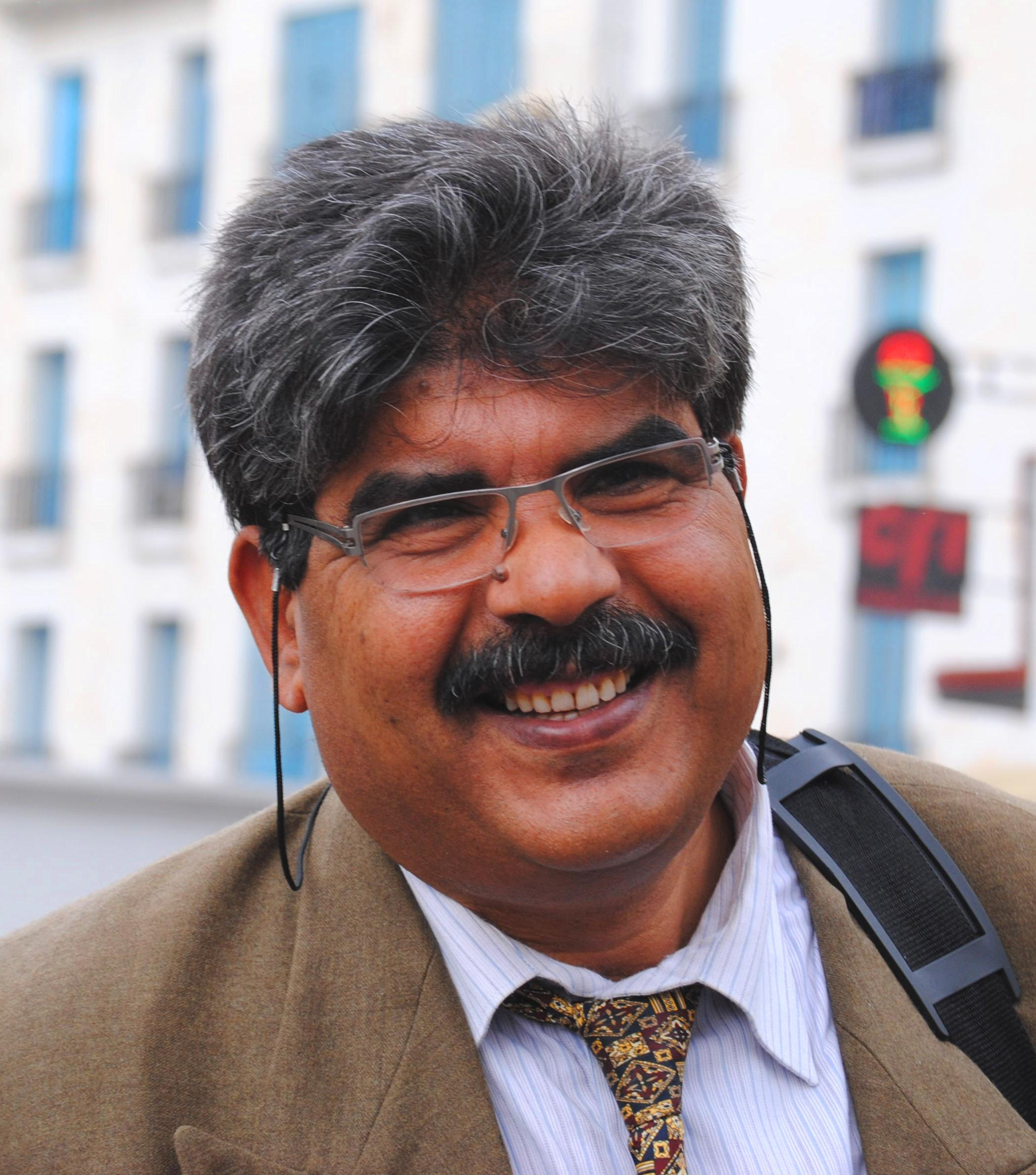
Mohamed Brahmi, ici en 2012, est assassiné par El Hakim en 2013.

Une fois en Tunisie, il devient un pilier de l'appareil militaire d'Ansar al-Charia, faisant venir des armes de Libye, alors en pleine guerre civile, pour armer les djihadistes tunisiens,. Il planifie le meurtre de deux opposants politiques à Ennahdha, le parti islamiste au pouvoir, afin de faire basculer dans le chaos la transition démocratique tunisienne. L'avocat Chokri Belaïd est assassiné par balles le 6 février 2013 devant chez lui à Tunis. Cinq mois plus tard, le 25 juillet, Mohamed Brahmi est tué sous les yeux de sa famille.
Le 17 décembre 2014 en Syrie, il revendiquait déjà — sous le nom de guerre d'Abou Mouqatil — le double meurtre dans une vidéo de propagande de l'EI : « Oui, tyrans, c'est nous qui avons tué Chokri Belaïd et Mohamed Brahmi […] Nous allons revenir et tuer plusieurs d'entre vous. Vous ne vivrez pas en paix tant que la Tunisie n'appliquera pas la loi islamique ». Dans un entretien paru le 30 mars 2015 dans le huitième numéro de la revue djihadiste anglophone Dabiq, El Hakim revendique personnellement le meurtre de Mohamed Brahmi : « nous sommes restés quatre heures devant la maison de ce tyran, nous étions en train d'attendre jusqu'à ce qu'il soit sorti de la maison et qu'il monte dans la voiture, je l'ai ainsi tué de dix balles ». Ces deux assassinats ont provoqué d'importantes manifestations hostiles aux islamistes et aux salafistes djihadistes ayant un effet contraire à celui recherché : « Notre frère Kamâl Gafgâzî (qu'Allâh l'accepte comme martyr) a mené la première opération afin de répandre le chaos dans le pays. Cela a été une réussite mais les prétendants au Jihâd ont défendu les institutions de l'ancien gouvernement et ont ruiné nos efforts, qu'Allâh les guide. Nous avons encore essayé avec Brahmi et la même chose est arrivée ».
En avril 2014, Boubaker El Hakim quitte la Libye où il s'était réfugié, traverse la Turquie et, dix ans après son premier séjour, retrouve la Syrie où il est accueilli par Salim Benghalem.

## Membre de l'État islamique
Il prend ensuite part à la guerre civile syrienne où il combat dans les troupes de l'État islamique (EI). En juillet 2014, il participe à la bataille de la Division-17, lors de laquelle il est blessé à la clavicule par un tir de sniper. Cela ne l'empêche pas de poursuivre son ascension au sein de l'EI : il intègre la Liwa As Saddiq, la brigade des forces spéciales dirigée par le porte-parole de l'État islamique, Abou Mohammed al-Adnani, dont il devient l'adjoint. À l'automne 2014, il est à la tête d'un bataillon d'un millier d'hommes. Selon un défecteur de l'État islamique, El Hakim dirige la « police secrète, des gens encagoulés » et est devenu « l'émir de la katibat des Amniyyin ».
Avec Oussama Atar, il seconde Abdelnasser Benyoucef au sein de l'Amn al-Kharji, la branche de l'Amniyat — le service de renseignement de Daech — chargée des opérations terroristes en dehors des territoires occupés par l'État islamique. El Hakim chapeaute les projets d'attaques visant l'Europe et le Maghreb. Il est à ce titre considéré comme  le Français le plus haut placé au sein de l'État islamique par le journaliste David Thomson et les services antiterroristes,. Le département d'État américain l'ajoute le 29 septembre 2015 à sa liste noire des « combattants terroristes étrangers » en précisant qu'il aurait étudié la possibilité de « viser des diplomates européens en poste en Afrique du Nord ». La DGSI suspecte Boubaker El Hakim d'avoir planifié à l'automne 2016, au sein d'une cellule de l'État islamique chargée des opérations extérieures, une demi-douzaine d'attentats qui devaient frapper l'Europe et le Maghreb, dont les membres du commando ont été interpellés à Strasbourg et Marseille dans la nuit du 19 au 20 novembre 2016. Il est également suspecté d'être impliqué « dans la conception et la direction du projet » de l'attentat préparé par le réseau de Reda Kriket, arrêté le 24 mars 2016 à Boulogne-Billancourt, puis d'en avoir été en relation en octobre avec le Syrien Jaber Albakr (de) à Chemnitz (Allemagne). Il commandite enfin une attaque menée le 28 octobre 2016 sur un policier à Constantine (Algérie).
Dans son entretien à Dabiq en mars 2015, soit deux mois après les attentats de janvier 2015 en France commis notamment par les frères Kouachi, il n'appelle plus les djihadistes à se rendre au Moyen-Orient, mais à frapper dans le pays où ils se trouvent : « Tuez n'importe qui. Tous les mécréants sont des cibles pour nous. Ne te fatigue pas à chercher des cibles spécifiques. Tue n'importe quel mécréant ». Membre de l'unité chargée des opérations extérieures de l'EI, son nom est évoqué sans que sa participation ne soit démontrée dans les attentats en France et en Tunisie : attentat contre Charlie Hebdo le 7 janvier 2015, attaque du musée du Bardo le 18 mars et attentats du 13 novembre en région parisienne. Les terroristes auraient pu transiter par ses camps d'entraînement en Syrie. La justice française ne l'incrimine que dans le cadre de l'enquête ouverte le 1er août 2013 par le parquet de Paris sur le meurtre des deux opposants tunisiens.
Le département de la Défense américain revendique sa mort le 10 décembre 2016, par l'intermédiaire de son porte-parole Benjamin Sakrisson, qui précise que Boubaker El Hakim est « un cadre de l'EI et un terroriste de longue date qui avait des liens étroits avec d'autres djihadistes français et tunisiens. [Sa mort] prive l'EI d'un cadre clé impliqué depuis longtemps dans la préparation et l'organisation d'opérations extérieures et affaiblit sa capacité à mener des attaques terroristes ». Il est la cible d'une frappe d'un drone américain alors qu'il circule en voiture à Raqqa, la capitale de l'organisation djihadiste.
L'une de ses demi-sœurs, Khadija Ayari, est arrêtée le 6 décembre 2016 à Paris par la DGSI avant d'être mise en examen et placée en détention provisoire le 10. Elle est soupçonnée d'être partie en Syrie en février 2015 avec sa fille née en 2010 pour y rejoindre les zones contrôlées par l'État islamique,,. Le 27 juin 2024, la 16e chambre correctionnelle du tribunal judiciaire de Paris la condamne à 4 ans de prison dont 18 mois ferme, à accomplir sous bracelet électronique, pour « association de malfaiteurs terroriste » et « soustraction d'un parent à ses obligations légales »,.